# Gălățui, Călărași
Gălățui (în trecut, Găunoși) este un sat în comuna Alexandru Odobescu din județul Călărași, Muntenia, România.